# André Deed

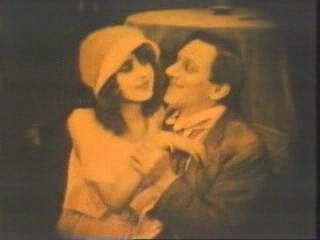
André Deed in L’Uomo Meccanico (1921)

André Deed (* 22. Februar 1879 in Le Havre als Henri André Augustin Chapais; † 4. Oktober 1940 in Paris) war ein französischer Filmschauspieler, Drehbuchautor und Regisseur; ein Pionier aus den Anfängen der europäischen Kinematographie. Er war der erste Stummfilmstar seines Landes und – auf nationaler Ebene – noch vor Max Linder der erste Starkomiker der Filmgeschichte überhaupt. Er gilt als Begründer der Starkomödie, jedoch war seine Filmfigur Boireau (im Gegensatz zu Linders etwas späterem Max) charakterlich noch nicht klar definiert.

## Leben
André Deed hatte sich kurz vor der Jahrhundertwende als Sänger in den Café-Concerts von Paris und als Akrobat in den Folies Bergère und in Music-Halls wie dem Châtelet etabliert, ehe er 1901 zum Film stieß. Bei Georges Méliès, der Deeds späteres Schaffen stark beeinflusste, trat er bis 1904 in trickreichen Filmen wie Dislocation mystérieuse (1901) auf.
Die Produktionsfirma Pathé-Frères, zu der er danach wechselte, baute den aufstrebenden Künstler im ersten Jahrzehnt des 20. Jahrhunderts zu ihrem Topstar auf. Populär machte ihn zunächst die Figur des Boireau, den Deed in einer äußerst erfolgreichen Kurzfilmserie bis Ausbruch des Ersten Weltkriegs verkörperte. Der erste Film dieser Reihe hieß Boireau déménage und entstand 1906 unter der Regie von Georges Hatot. Obwohl die Figur nicht klar definiert war und sowohl als Teenager als auch als erwachsener Bourgeois zu sehen war, einte sie Deeds mit Saltos und Grimassen durchsetzte Darstellung eines trotteligen, verträumten Menschen, der kleine Katastrophen verursacht. Deed wurde zum Wegbereiter nachfolgender französischer Komiker wie Clément Migé als Calino und Ernest Bourbon als Onésime.
In den Jahren 1909 bis 1911 unterbrach der Künstler seine Filmarbeit in Paris und ging auf Betreiben von Giovanni Pastrone zur Filmgesellschaft Itala nach Turin. Dort trat er unter dem Namen Cretinetti mit weißem Anzug, Hut und Stock in mehr als 90 italienischen Groteskkurzfilmen auf, bei denen er teils selbst Regie führte. Sie wurden zu großen internationalen Erfolgen und verschafften Itala ab 1911 die finanziellen Möglichkeiten für größere Produktionen. Im deutschsprachigen Raum wurde Deeds Filmfigur anfangs Schafskopf, dann aber vor allem Müller genannt. Andere Länder verpassten Deeds Filmcharakter ebenfalls dem heimischen Zungenschlag angepasste Namen; in Frankreich hieß er nun Gribouille, in England Foolshead, in Spanien und Portugal Toribio bzw. Turibìo. Deeds Partnerin in den Cretinetti-Filmen war Valentina Frascaroli, die er später (1918) ehelichte. 1909 entstand sein wahrscheinlich bekanntester Kurzfilm Cretinetti troppo bello.
1912 kehrte der Komiker mit Valentina Frascaroli zurück nach Frankreich und trat dort unter der Regie von Henri Gambard in 50 weiteren Boireau-Filmen für Pathé auf. Der erste davon war programmatisch Gribouille redevient Boireau betitelt (wörtlich übersetzt: „Cretinetti wird wieder zu Boireau“). Um 1914 verfasste Deed auch eine Reihe von Drehbüchern zu dieser Serie. 1915 holte Pastrone ihn wieder nach Turin, um die Cretinetti-Reihe wiederzubeleben. Es entstanden eine Handvoll Kurzfilme sowie der Langfilm Cretinetti e gli stivali del brasilero, der im Dezember 1916 in die italienischen Kinos kam.
Der Erste Weltkrieg sowie die spätestens durch die Filme Charlie Chaplins erfolgte internationale Vormachtstellung der amerikanischen Filmkomödie führten schließlich zu Deeds Niedergang, und der einst umschwärmte Schauspieler erhielt kaum mehr Aufträge. In den frühen 1920er Jahren beschäftigte er sich mit einer Trilogie von SciFi-beeinflussten Langfilmkomödien: Il documento umano (1920, verschollen), L'Uomo Meccanico (1921, nur als Fragment erhalten) und Lo strano amore di Mado (nicht mehr realisiert). Danach hatte er bis in die Tonfilmzeit nur noch kleine Rollen in ein paar französischen Filmen und beendete seine Karriere als Lagerarbeiter bei den Pathé-Studios in Joinville-le-Pont.
Als Deed 1940 starb, war er vollkommen in Vergessenheit geraten. Lange Zeit war selbst der Zeitpunkt seines Todes unbekannt; hartnäckig hielt sich das falsche Datum 15. April 1938.

## Filmografie
| - 1901: Dislocation extraordinaire - 1901: Les Échappés de Charenton - 1903: Le Chaudron infernal - 1903: Le Royaume des fées - 1903: Les Aventures de Robinson Crusoe - 1904: Le Barbier de Séville - 1904: Le Squelette merveilleux - 1904: Sorcellerie culinaire - 1905: Boireau déménage - 1906: Course à la perruque - 1906: Le Fils du diable - 1906: Les Débuts d’un chauffeur - 1907: Boireau lutteur - 1907: Not fanfare concourt - 1907: Trois sous de poireaux - 1908: Apaches mal avisés - 1908: Boireau a mangé de l’ail - 1908: Boireau fait la noce - 1908: L’apprenti architecte - 1908: Le Bon gendarme - 1908: Le Foulard merveilleux - 1908: Le Sculpteur moderne - 1909: Cretinetti, re dei poliziotti - 1909: Cretinetti alla guerra - 1909: Cretinetti eroe - 1909: Cretinetti al cinema - 1909: Müllers Weihnachten - 1910: Cretinetti distratto - 1910: Cretinetti pescatore - 1910: Cretinetti facchino - 1910: Cretinetti mannequin - 1910: Come fu che l'ingordigia rovinò il Natale a Cretinetti | - 1911: Cretinetti ipnotizzatore - 1911: I tacchi di Cretinetti - 1911: Lehmanns Weihnachten - 1912: Boireau magistrat - 1912: Boireau, roi de la boxe - 1912: Escamillo a le ver solitaire - 1913: André Deed veut être comique - 1913: Boireau empoisonneur - 1913: Boireau spadassin - 1913: Les Incohérences de Boireau - 1914: La ruse de Gribouillette (nur Drehbuch) - 1914: Les émotions de Gribouillette (nur Drehbuch) - 1914: La fugue de Gribouillette (nur Drehbuch) - 1914: Gribouillette Dactylographe (nur Drehbuch) - 1914: Le Noël de Gribouillette (nur Drehbuch) - 1914: La pipe de Boireau - 1914: Boireau, enragé fumeur - 1914: La chambre du rapin - 1914: Les maladresse de Boireau - 1915: Cretinetti e le donne - 1915: Cretinetti ha paura degli Zeppelin (auch Regie) - 1916: Cretinetti e gli stivali (auch Regie) - 1920: Cretinetti al buio - 1920: La femminista - 1921: L’uomo meccanico - 1923: Tao - 1926: Phi-Phi - 1928: Graine au vent - 1932: Léon… tout court - 1932: Monsieur de Pourceaugnac - 1936: La rose effeuillée |